# Вернер II фон Алвенслебен
Вернер II фон Алвенслебен (на немски: Werner II von Alvensleben; * 1419/пр. 1429; † между 1472/1477) е благородник от род фон Алвенслебен в Алтмарк в Саксония-Анхалт, господар на замък Гарделеген/Изеншнибе в Саксония-Анхалт, съветник и дворцов маршал в Курфюрство Бранденбург.

## Биография
Той е син на Гебхард XIV фон Алвенслебен († ок. 1428) и първата му съпруга Илза/Елизабет (Елза). Внук е на Вернер I фон Алвенслебен († ок. 1395) и съпругата му Берта. Баща му се жени втори път за Гезека. Брат е на Гебхард фон Алвенслебен, Хайнрих фон Алвенслебен († ок. 1445) и София фон Алвенслебен, абатиса на манастир Нойендорф (1454 – 1470).
Вернер II служи при курфюрстите Фридрих I и Фридрих II фон Бранденбург и е изпращан на дипломатически мисии. През 1447 г. той управлява службата дворцов маршал на курфюрста. През 1448 г. получава като наследство замък Гарделеген. Вернер II увеличава още собственостите си.
През 1450 г. е във войската на Бранденбург във войната между Бранденбург и Саксония. Той попада с други 20 рицари в плен и е освободен след една година след сключения мир.
Умира между 1472 и 1477 г. и е погребан в гробницата на род Алвенслебен в манастир Нойендорф в Гарделеген.

## Фамилия
Първи брак: с фон Плото.
Втори брак: с Елизабет фон дер Шуленбург († 1486), дъщеря на Вернер VIII фон дер Шуленбург († 1447/1448) и Барбара фон Есторф (* ок. 1360). Те имат децата:
- Гебхард XVIII фон Алвенслебен (1457 – 1492/1494), женен за Катарина фон дем Кнезебек († 1492)
- Дитрих фон Алвенслебен († сл. 1465)
- Гертруд фон Алвенслебен
- София фон Алвенслебен († 1495), абатиса на манастир Нойендорф (1489 – 1495)